# Харковска губерния
Харковска губерния (на руски: Харьковская губерния) е губерния на Руската империя, съществувала от 1835 до 1925 година. Заема историческата област Слободска Украйна в източната част на днешна Украйна и съседни части на Русия, а административен център е град Харков. Към 1897 година населението ѝ е около 2,5 милиона души, главно украинци (81%) и руснаци (18%).
Създадена е с преобразуване на дотогавашната Слободскоукраинска губерния. След разпадането на Руската империя губернията за кратко става част от Украинската народна република, а след това е завладяна от болшевиките. През 1925 година губерниите в Украйна са премахнати и на мястото на Харковска губерния остават нейните дотогавашни подразделения: Харковски окръг, Богодуховски окръг, Изюмски окръг, Купянски окръг и Сумски окръг.